# Lago Ranco (sø)
 For alternative betydninger, se Lago Ranco. (Se også artikler, som begynder med Lago Ranco)
Lago Ranco er den fjerdestørste i Chile. Den har et areal på 410 km2 og ligger i regionen Los Ríos. Der er omkring 25 øer og holme i søen hvoraf 4 er beboede.
Lago Ranco er kendt for sportsfiskeri og forskellige attraktioner som Nilahue-vandfaldet. Byen Lago Ranco, som er opkaldt efter søen, ligger ved søens sydbred.
Søen er 410 km2 stor og ligger 70 meter over havets overflade. Den er mere end 80 meter dyb. Mod øst er Lago Ranco omgivet af høje bjerge og har en uregelmæssig kystlinje med mange bugter og halvøer. Mod vest og syd er kysten mere regelmæssig. Lago Ranco får vand fra Andesbjergene gennem flere tilløb hvoraf det vigtigste er Río Calcurrupe. Den vigtigste ø i Lago Ranco er Guapi. Søen har udløb i floden Río Bueno på sin vestlige side.
6. februar 2024 omkom den tidligere chilenske præsident Sebastián Piñera da den helikopter som han fløj, styrtede ned i søen under en storm.